# Ristoro da Campi
Ristoro da Campi (Campi Bisenzio, Florencia, Italia, ¿?—1284) fue un arquitecto de la Orden de Predicadores.

## Biografía
A Ristoro da Campi se le atribuye la reconstrucción del Puente Carraia, el Puente Santa Trinidad y el puente de Florencia tras la inundación de 1264, así como la basílica de Santa María Novella de Florencia en 1279 y la basílica de Santa Maria sopra Minerva de Roma en 1282, en colaboración con Sisto.